# Martín Esteban

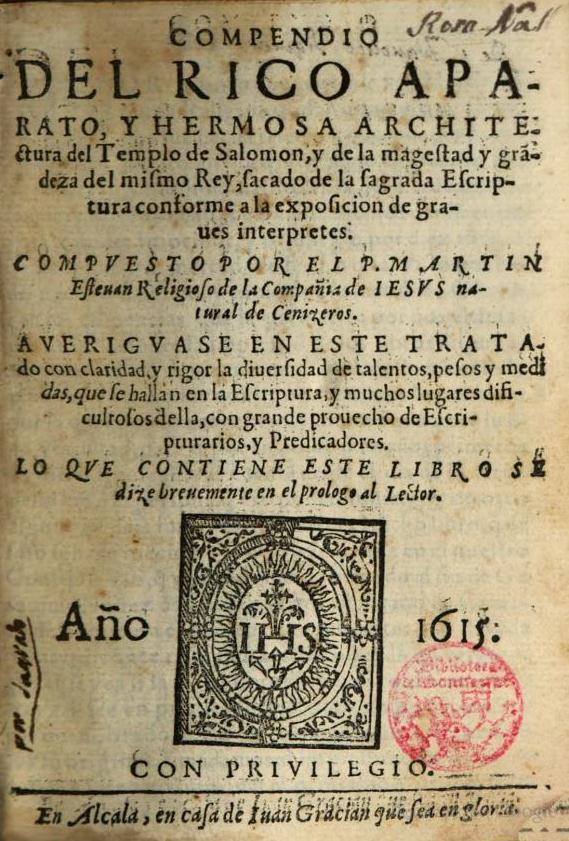
Portada del Compendio (1615)

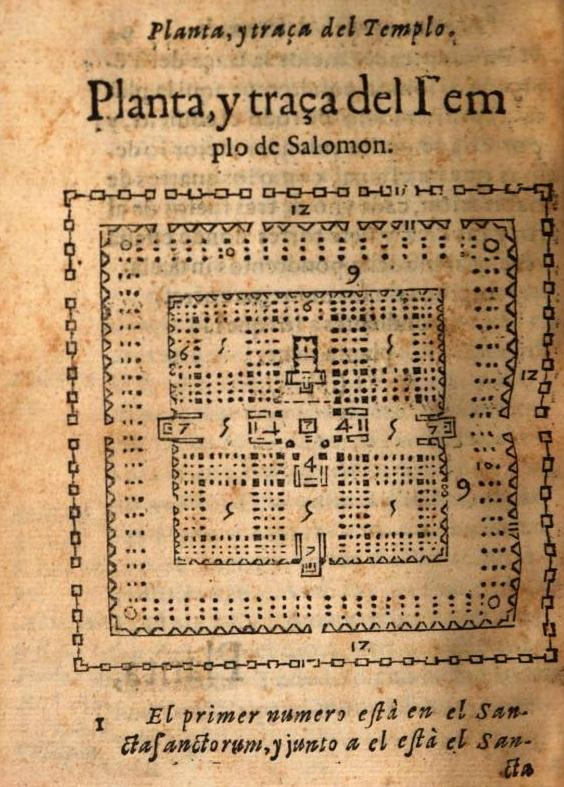
Esquema del Templo de Jerusalén, de acuerdo con Villalpando

El jesuita madrileño Martín Esteban publicó en 1615 en Alcalá de Henares, en la imprenta de Juan Gracián, su opúsculo Compendio del rico aparato y hermosa architectura del templo de Salomón.... El religioso mezcló sus propias lecturas bíblicas con el libro de su maestro Villalpando y con el texto de Juan de Pineda. El texto estudia la arquitectura del Templo de Jerusalén, los materiales con los que se construyó, sus operarios, cómo se financió la obra (asunto que en la crisis de principios del XVII se relacionaba con la suntuosa construcción de El Escorial, el ajuar litúrgico, la riqueza de Salomón, las monedas de la época, así como las unidades de peso y medida hebreas. Pretende dar pautas a los arquitectos sobre cómo amueblar y elegir materiales en las iglesias de su tiempo, en emulación del templo salomónico. No incorpora grabados, tan solo un esquema de la planta de Villalpando.
La presencia de este libro en las bibliotecas de Francisco de Antas y Domingo de Andrades ha hecho suponer a algunos autores que pudo tener alguna influencia en el amueblamiento de la Catedral de Santiago de Compostela.